# Gran Premio motociclistico d'Olanda 2007
Il Gran Premio motociclistico d'Olanda 2007, corso il 30 giugno, è stato il nono Gran Premio della stagione 2007 e ha visto vincere: Valentino Rossi in MotoGP, Jorge Lorenzo nella classe 250 e Mattia Pasini nella classe 125.

## MotoGP

### Qualifiche
Le qualifiche della MotoGP sono state svolte in cattive condizioni atmosferiche.
| Pos | Pilota                     | Tempo    |
| --- | -------------------------- | -------- |
| 1.  | Chris Vermeulen (Suzuki)   | 1:48.555 |
| 2.  | Casey Stoner (Ducati)      | 1:48.572 |
| 3.  | Randy de Puniet (Kawasaki) | 1:49.579 |
| 4.  | Marco Melandri (Honda)     | 1:49.679 |
| 5.  | John Hopkins (Suzuki)      | 1:49.684 |
| 6.  | Colin Edwards (Yamaha)     | 1:49.691 |
| 7.  | Anthony West (Kawasaki)    | 1:49.807 |
| 8.  | Alex Hofmann (Ducati)      | 1:49.927 |
| 9.  | Daniel Pedrosa (Honda)     | 1:50.132 |
| 10. | Loris Capirossi (Ducati)   | 1:50.169 |
| 11. | Valentino Rossi (Yamaha)   | 1:50.392 |
| 12. | Alex Barros (Ducati)       | 1:50.402 |
| 13. | Nicky Hayden (Honda)       | 1:50.581 |
| 14. | Kurtis Roberts (KR212V)    | 1:51.259 |
| 15. | Shin'ya Nakano (Honda)     | 1:52.827 |
| 16. | Carlos Checa (Honda)       | 1:53.271 |
| 17. | Sylvain Guintoli (Yamaha)  | 1:54.155 |
| 18. | Makoto Tamada (Yamaha)     | 1:57.525 |

### Gara

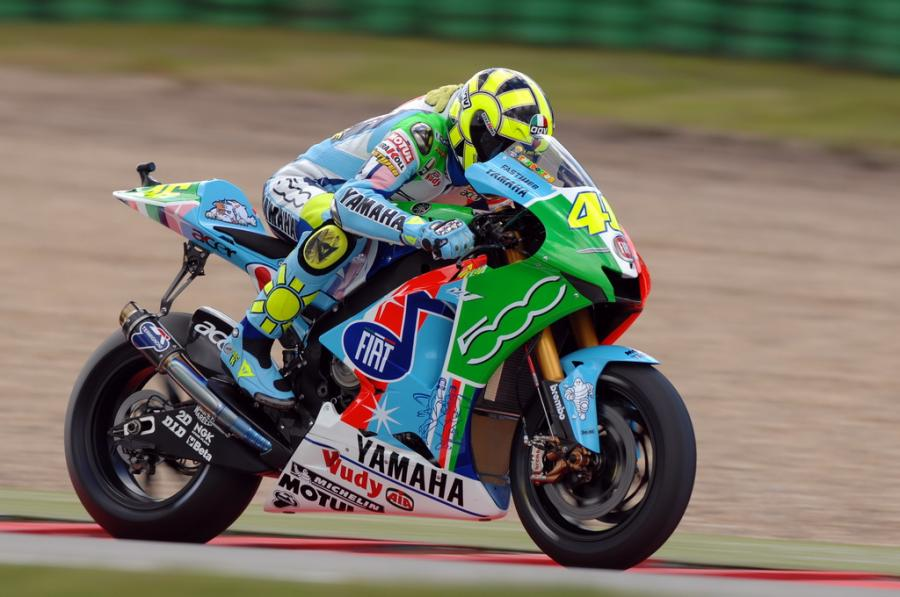
Rossi, vincitore della gara della classe MotoGP. Il team Fiat Yamaha corse questa gara con una livrea particolare, dedicata alla Fiat 500.

#### Arrivati al traguardo
| Pos | Nº | Pilota           | Squadra              | Motocicletta | Giri | Tempo     | Griglia | Punti |
| --- | -- | ---------------- | -------------------- | ------------ | ---- | --------- | ------- | ----- |
| 1   | 46 | Valentino Rossi  | Fiat Yamaha          | Yamaha       | 26   | 42:37.149 | 11      | 25    |
| 2   | 27 | Casey Stoner     | Ducati Marlboro      | Ducati       | 26   | +1.909    | 2       | 20    |
| 3   | 1  | Nicky Hayden     | Repsol Honda         | Honda        | 26   | +6.077    | 13      | 16    |
| 4   | 26 | Daniel Pedrosa   | Repsol Honda         | Honda        | 26   | +10.465   | 9       | 13    |
| 5   | 21 | John Hopkins     | Rizla Suzuki         | Suzuki       | 26   | +13.138   | 5       | 11    |
| 6   | 5  | Colin Edwards    | Fiat Yamaha          | Yamaha       | 26   | +15.139   | 6       | 10    |
| 7   | 4  | Alex Barros      | Pramac d'Antin       | Ducati       | 26   | +36.075   | 12      | 9     |
| 8   | 66 | Alex Hofmann     | Pramac d'Antin       | Ducati       | 26   | +41.768   | 8       | 8     |
| 9   | 13 | Anthony West     | Kawasaki Racing      | Kawasaki     | 26   | +43.605   | 7       | 7     |
| 10  | 33 | Marco Melandri   | Honda Gresini        | Honda        | 26   | +43.796   | 4       | 6     |
| 11  | 7  | Carlos Checa     | Honda LCR            | Honda        | 26   | +43.826   | 16      | 5     |
| 12  | 56 | Shin'ya Nakano   | Konica Minolta Honda | Honda        | 26   | +47.896   | 15      | 4     |
| 13  | 6  | Makoto Tamada    | Dunlop Yamaha Tech 3 | Yamaha       | 26   | +54.068   | 18      | 3     |
| 14  | 50 | Sylvain Guintoli | Dunlop Yamaha Tech 3 | Yamaha       | 26   | +57.718   | 17      | 2     |
| 15  | 80 | Kurtis Roberts   | Team Roberts         | KR212V       | 26   | +1:28.637 | 14      | 1     |
| 16  | 71 | Chris Vermeulen  | Rizla Suzuki         | Suzuki       | 26   | +1:34.808 | 1       |       |

#### Ritirati
| Nº | Pilota          | Squadra         | Motocicletta | Giri | Griglia |
| -- | --------------- | --------------- | ------------ | ---- | ------- |
| 65 | Loris Capirossi | Ducati Marlboro | Ducati       | 17   | 10      |
| 14 | Randy de Puniet | Kawasaki Racing | Kawasaki     | 11   | 3       |

#### Non partito
| Nº | Pilota     | Squadra       | Motocicletta |
| -- | ---------- | ------------- | ------------ |
| 24 | Toni Elías | Honda Gresini | Honda        |

### Classifiche

#### Classifica Piloti
| Pos. | Pilota           | Punti |
| ---- | ---------------- | ----- |
| 1.   | Casey Stoner     | 185   |
| 2.   | Valentino Rossi  | 164   |
| 3.   | Daniel Pedrosa   | 119   |
| 4.   | John Hopkins     | 92    |
| 5.   | Marco Melandri   | 87    |
| 6.   | Chris Vermeulen  | 86    |
| 7.   | Colin Edwards    | 75    |
| 8.   | Alex Barros      | 69    |
| 9.   | Loris Capirossi  | 57    |
| 10.  | Nicky Hayden     | 57    |
| 11.  | Alex Hofmann     | 53    |
| 12.  | Toni Elías       | 49    |
| 13.  | Randy de Puniet  | 42    |
| 14.  | Carlos Checa     | 25    |
| 15.  | Shin'ya Nakano   | 25    |
| 16.  | Makoto Tamada    | 20    |
| 17.  | Sylvain Guintoli | 18    |
| 18.  | Anthony West     | 12    |
| 19.  | Fonsi Nieto      | 5     |
| 20.  | Olivier Jacque   | 4     |
| 21.  | Kenny Roberts Jr | 4     |
| 22.  | Kurtis Roberts   | 4     |

#### Classifica Costruttori
| Pos. | Costruttore | Punti |
| ---- | ----------- | ----- |
| 1.   | Ducati      | 188   |
| 2.   | Yamaha      | 171   |
| 3.   | Honda       | 149   |
| 4.   | Suzuki      | 122   |
| 5.   | Kawasaki    | 56    |
| 6.   | KR212V      | 8     |

#### Classifica Squadre
| Pos. | Squadra              | Punti |
| ---- | -------------------- | ----- |
| 1.   | Ducati Marlboro      | 242   |
| 2.   | Fiat Yamaha          | 239   |
| 3.   | Rizla Suzuki         | 182   |
| 4.   | Repsol Honda         | 176   |
| 5.   | Honda Gresini        | 136   |
| 6.   | Pramac d'Antin       | 122   |
| 7.   | Kawasaki Racing      | 61    |
| 8.   | Dunlop Yamaha Tech 3 | 38    |
| 9.   | Honda LCR            | 25    |
| 10.  | Konica Minolta Honda | 25    |
| 11.  | Team Roberts         | 8     |

## Classe 250

### Arrivati al traguardo
| Pos | Nº | Pilota              | Squadra                     | Motocicletta | Giri | Tempo     | Griglia | Punti |
| --- | -- | ------------------- | --------------------------- | ------------ | ---- | --------- | ------- | ----- |
| 1   | 1  | Jorge Lorenzo       | Fortuna Aprilia             | Aprilia      | 24   | 40:25.904 | 1       | 25    |
| 2   | 3  | Alex De Angelis     | Master - Mapfre Aspar       | Aprilia      | 24   | +3.857    | 7       | 20    |
| 3   | 19 | Álvaro Bautista     | Master - Mapfre Aspar       | Aprilia      | 24   | +8.683    | 3       | 16    |
| 4   | 34 | Andrea Dovizioso    | Kopron Team Scot            | Honda        | 24   | +17.948   | 2       | 13    |
| 5   | 4  | Hiroshi Aoyama      | Red Bull KTM                | KTM          | 24   | +30.800   | 4       | 11    |
| 6   | 58 | Marco Simoncelli    | Metis Gilera                | Gilera       | 24   | +31.135   | 8       | 10    |
| 7   | 80 | Héctor Barberá      | Toth Aprilia                | Aprilia      | 24   | +33.323   | 5       | 9     |
| 8   | 36 | Mika Kallio         | Red Bull KTM                | KTM          | 24   | +40.807   | 10      | 8     |
| 9   | 15 | Roberto Locatelli   | Metis Gilera                | Gilera       | 24   | +1:11.829 | 13      | 7     |
| 10  | 55 | Yūki Takahashi      | Kopron Team Scot            | Honda        | 24   | +1:18.958 | 15      | 6     |
| 11  | 32 | Fabrizio Lai        | Campetella Racing           | Aprilia      | 24   | +1:19.361 | 11      | 5     |
| 12  | 44 | Tarō Sekiguchi      | Campetella Racing           | Aprilia      | 24   | +1:26.810 | 19      | 4     |
| 13  | 73 | Shūhei Aoyama       | Repsol Honda                | Honda        | 24   | +1:26.850 | 14      | 3     |
| 14  | 8  | Ratthapark Wilairot | Thai Honda PTT-SAG          | Honda        | 24   | +1:28.717 | 17      | 2     |
| 15  | 17 | Karel Abraham       | Cardion AB Motoracing       | Aprilia      | 24   | +1:28.949 | 20      | 1     |
| 16  | 28 | Dirk Heidolf        | Kiefer - Bos - Sotin Racing | Aprilia      | 24   | +1:30.407 | 22      |       |
| 17  | 41 | Aleix Espargaró     | Blusens Aprilia             | Aprilia      | 24   | +1:33.812 | 12      |       |
| 18  | 7  | Efrén Vázquez       | Blusens Aprilia Germany     | Aprilia      | 24   | +1:37.706 | 26      |       |
| 19  | 25 | Alex Baldolini      | Kiefer - Bos - Sotin Racing | Aprilia      | 24   | +1:44.925 | 16      |       |
| 20  | 16 | Jules Cluzel        | Angaia Racing               | Aprilia      | 24   | +1:47.373 | 18      |       |
| 21  | 50 | Eugene Laverty      | Honda LCR                   | Honda        | 23   | +1 giro   | 21      |       |
| 22  | 10 | Imre Tóth           | Toth Aprilia                | Aprilia      | 23   | +1 giro   | 25      |       |
| 23  | 69 | Ronald Beitler      | Maro Racing                 | Honda        | 23   | +1 giro   | 27      |       |
| 24  | 68 | Randy Gevers        | De Arend Racing             | Aprilia      | 21   | +3 giri   | 28      |       |

### Ritirati
| Nº | Pilota       | Squadra                    | Motocicletta | Giri | Griglia |
| -- | ------------ | -------------------------- | ------------ | ---- | ------- |
| 12 | Thomas Lüthi | Emmi - Caffe Latte Aprilia | Aprilia      | 18   | 6       |
| 45 | Dan Linfoot  | Team Sicilia               | Aprilia      | 11   | 23      |
| 72 | Hans Smees   | Jaap Kingma                | Aprilia      | 10   | 24      |
| 60 | Julián Simón | Repsol Honda               | Honda        | 8    | 9       |

### Non qualificato
| Nº | Pilota           | Squadra           | Motocicletta |
| -- | ---------------- | ----------------- | ------------ |
| 70 | Mike Velthuijzen | MRTT Hugen Racing | Honda        |

## Classe 125

### Arrivati al traguardo
| Pos | Nº | Pilota                     | Squadra                    | Motocicletta | Giri | Tempo     | Griglia | Punti |
| --- | -- | -------------------------- | -------------------------- | ------------ | ---- | --------- | ------- | ----- |
| 1   | 75 | Mattia Pasini              | Polaris World              | Aprilia      | 22   | 38:58.171 | 1       | 25    |
| 2   | 55 | Héctor Faubel              | Bancaja Aspar              | Aprilia      | 22   | +6.115    | 7       | 20    |
| 3   | 14 | Gábor Talmácsi             | Bancaja Aspar              | Aprilia      | 22   | +6.146    | 6       | 16    |
| 4   | 33 | Sergio Gadea               | Bancaja Aspar              | Aprilia      | 22   | +6.354    | 4       | 13    |
| 5   | 24 | Simone Corsi               | Skilled Racing             | Aprilia      | 22   | +6.454    | 3       | 11    |
| 6   | 71 | Tomoyoshi Koyama           | Red Bull KTM               | KTM          | 22   | +6.633    | 13      | 10    |
| 7   | 52 | Lukáš Pešek                | Valsir Seedorf Derbi       | Derbi        | 22   | +6.643    | 2       | 9     |
| 8   | 11 | Sandro Cortese             | Emmi - Caffe Latte Aprilia | Aprilia      | 22   | +17.696   | 5       | 8     |
| 9   | 60 | Michael Ranseder           | Ajo Motorsport             | Derbi        | 22   | +17.890   | 10      | 7     |
| 10  | 17 | Stefan Bradl               | Blusens Aprilia            | Aprilia      | 22   | +21.780   | 9       | 6     |
| 11  | 44 | Pol Espargaró              | Belson Campetella Aprilia  | Aprilia      | 22   | +22.867   | 17      | 5     |
| 12  | 34 | Randy Krummenacher         | Red Bull KTM               | KTM          | 22   | +22.938   | 25      | 4     |
| 13  | 12 | Esteve Rabat               | Repsol Honda               | Honda        | 22   | +23.095   | 19      | 3     |
| 14  | 35 | Raffaele De Rosa           | Multimedia Racing          | Aprilia      | 22   | +34.247   | 8       | 2     |
| 15  | 8  | Lorenzo Zanetti            | Team Sicilia               | Aprilia      | 22   | +36.991   | 14      | 1     |
| 16  | 7  | Alexis Masbou              | FFM Honda GP 125           | Honda        | 22   | +37.145   | 20      |       |
| 17  | 18 | Nicolás Terol              | Valsir Seedorf Derbi       | Derbi        | 22   | +37.407   | 12      |       |
| 18  | 6  | Joan Olivé                 | Polaris World              | Aprilia      | 22   | +37.597   | 11      |       |
| 19  | 27 | Stefano Bianco             | WTR No Alcol               | Aprilia      | 22   | +40.237   | 18      |       |
| 20  | 29 | Andrea Iannone             | WTR No Alcol               | Aprilia      | 22   | +48.387   | 37      |       |
| 21  | 56 | Hugo van den Berg          | Blusens Aprilia            | Aprilia      | 22   | +51.244   | 32      |       |
| 22  | 20 | Roberto Tamburini          | Team Sicilia               | Aprilia      | 22   | +51.374   | 23      |       |
| 23  | 31 | Enrique Jerez              | Kopron Team Scot           | Honda        | 22   | +51.923   | 26      |       |
| 24  | 15 | Federico Sandi             | Skilled Racing             | Aprilia      | 22   | +55.947   | 29      |       |
| 25  | 53 | Simone Grotzkyj            | Multimedia Racing          | Aprilia      | 22   | +57.183   | 27      |       |
| 26  | 37 | Joey Litjens               | De Graaf Grand Prix        | Honda        | 22   | +59.846   | 22      |       |
| 27  | 51 | Stevie Bonsey              | Red Bull KTM               | KTM          | 22   | +1:18.758 | 24      |       |
| 28  | 77 | Dominique Aegerter         | Multimedia Racing          | Aprilia      | 22   | +1:19.653 | 28      |       |
| 29  | 85 | Philipp Eitzinger          | Wintex Racing Austria      | Honda        | 22   | +1:29.071 | 36      |       |
| 30  | 90 | Roy Pouw                   | Cool Rental Racing TH      | Aprilia      | 21   | +1 giro   | 31      |       |
| 31  | 72 | Patrick van de Waarsenburg | Lemstra Racing             | Honda        | 21   | +1 giro   | 34      |       |
| 32  | 89 | Jasper Iwema               | Abbink Bos Racing          | Honda        | 21   | +1 giro   | 33      |       |
| 33  | 88 | Ferry Stoffer              | Motorsportklazienaveen     | Honda        | 21   | +1 giro   | 35      |       |

### Ritirati
| Nº | Pilota         | Squadra             | Motocicletta | Giri | Griglia |
| -- | -------------- | ------------------- | ------------ | ---- | ------- |
| 22 | Pablo Nieto    | Blusens Aprilia     | Aprilia      | 19   | 15      |
| 95 | Robert Mureșan | Ajo Motorsport      | Derbi        | 10   | 21      |
| 63 | Mike Di Meglio | Kopron Team Scot    | Honda        | 10   | 16      |
| 99 | Daniel Webb    | De Graaf Grand Prix | Honda        | 5    | 30      |

### Non partito
| Nº | Pilota        | Squadra      | Motocicletta |
| -- | ------------- | ------------ | ------------ |
| 38 | Bradley Smith | Repsol Honda | Honda        |